# ウェット&メッシー
ウェット&メッシー（WAM）とは、自分または他人が衣服を水で濡らしたり汚したりする行為に性的興奮を感じるフェティシズムの事を指す。

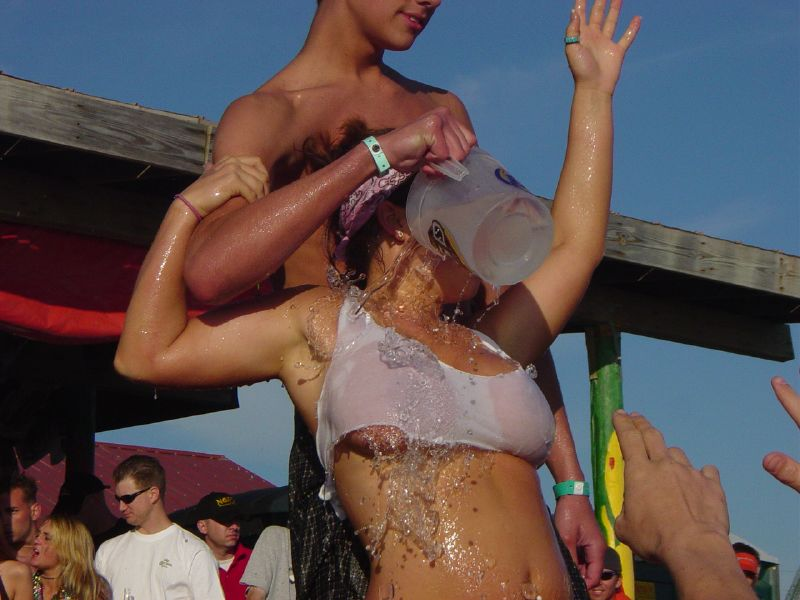
タンクトップを着て、胸部に水を注がれる女性。

## 特徴
ウェット&メッシーという言葉が示すとおり、基本的な概念は「濡らす（ウェット）」と「汚す（メッシー）」であり、この2つに合致する目的やシチュエーションを総じて「ウェット＆メッシー」と称する事が大半である。しかし、排泄物を主題としたスカトロジーとは現時点では明確に区分される傾向が強い他、ボディペイントや金粉などに代表されるような、「汚すのではなく、人体を何らかの物質で覆う、あるいは装飾を施す」行為を主題とした傾向も強く見られるため、WAMの範疇の全てが「濡らす」と「汚す」を満たすわけではない。
細かな分類が存在するが、用いる素材によってその傾向は多岐に渡る為、特定の適用形態のみで分類することは困難である。例として、水を用いた適用形態には、着衣の対象に対し対象が受動的又は能動的な形で水を掛ける（ないし水槽やプールなどへ突き落とすなど）事によって水に濡れている状況を出現させる濡れフェチ、及び水中に潜っている対象の存在をターゲットとしたアンダーウォーター等の分類が存在する。また、素材である水が透明か透明でないか、着用している衣服の種類は如何、といった部分でも様々な相違や傾向が見て取れる。更に、アンダーウォーターでも呼吸が困難な状態を主体とするものについてはWAMの範疇から外れるとする論調も強い。
その他の傾向として、各々の素材やシチュエーションごとに一定の方向性が定まっており、ジャンル間のクロスオーバーが少ないのが大きな特徴である。たとえば、クィックサンドを嗜好する者とアンダーウォーターを嗜好する者では明確が線引きや様式が定まっていると言われ、アダルトビデオメーカーの区分もほぼ明確に分けることが可能である。ある一つの素材が決まっているフェチと違い、様々な素材が嗜好の対象となり、かつその素材がそれぞれ違う方向性のものであることに起因していると思われる。

## 濡れフェチ
濡れフェティシズム、濡れフェチ(英語:wetlook)とは、自分もしくは他者が服を着たまま濡れる、あるいはその姿を見る事に悦びを見出すものをいう。多くの場合は性的なフェティシズムとは言えない程度の嗜好で、自分が濡れるのと同様に、他の人が濡れるのを観察する事から性的興奮を得るが、単純に濡れるのを楽しむ者もいる。濡れる行為には、服を着たまま、泳いだりシャワーを浴びたり風呂に入ったりといったものがあり、インターネット上にはこうした嗜好向けサイトがいくつか存在する。
こうした性的魅力の傾向として、
- 濡れた衣類によって異性の身体特徴が強調される、透けることに性的興奮を感じる。

- 衣類を着たまま濡れることにより社会的規範からの解放や束縛の排除の代償とする。

- 濡れた衣類が全身に密着して身体全体を愛撫されているかのような快感を感じる（女性に多い）。

が挙げられるという。そのため汚れフェチの様に汚れてしまい身体特徴が埋没してしまう、生理的な嫌悪感を覚えてしまう場合が忌避され、きれいな水、海水、透明なローション以外で濡れることを認めない性向が存在するために、しばしば別ジャンルであると主張されることが多い。また特異な例として、透明素材に埋まった（主に水面下に潜った）状態を好む先鋭的な嗜好も濡れフェチに該当するとされる。フィクション上で見られる石化や凍結への性的嗜好ともオーバーラップする。
濡れフェティシズムの傾向を持つ者が好む服装と場所は人様々である。少なくとも性的な視点から見て、よく知られている服装の好みには、ビジネススーツ、ドレスその他のフォーマルウェア、デニム、特にジーンズが含まれる。海外において、濡れフェチを楽しむ者にとって標準的な服装は、しばしばTシャツに半ズボンかジーンズで、着衣プールパーティーに出席する女性の場合は普通のパーティー着である。一方、日本においては、制服やスーツというフォーマルな服装が人気を博している。
ほとんどの場合、濡れフェティシズムが好まれるには2つの理由がある。第一に、濡れた衣服は形が変わって体にぴったりくっつき、色が変わって輝くか透明になる。これによって、服がまだ体を覆っているのに、ある程度体の形が顕わになり、エロティックで悩ましいと感じる人がいる。服が濡れるのは、着ている者にとっても官能的な場合があり、それがどう感じるかをより強く楽しむ人も居る。
第二に、服のまま泳ぐ事が社会規範に従わない場合がある。そうする事によって、自由と開放の心地よい感情を表現する。それは、そんな事はすべきでないし、そんな事をするには年を取りすぎていると自分で分かっている事をやって、それを楽しんでいるというポジティブな後退感をもたらす。
一人または友人、恋人と浴室や庭のプール等のでプライベートな場所で行う人も居るが、公共のプール等の許可された場所で公然と行う人も居る。ヨーロッパ諸国(特にドイツ、スイス)には、着衣プールパーティーをする場所が複数箇所存在すると思われている。
これらの他、公共のイベントでのダンクタンクや自然の水域、川、小川、滝も該当する場所に含まれる。
水面下にいる人を見るのが好きな人もおり、濡れフェチが通常、髪と衣服が濡れているのが見えるよう、相手に水の上にいるよう求めるのに対して、水面下で服と髪が漂うのに満足する人もいる。これには、裸、水着、通常の服装が含まれうる。

## 汚れフェチ
汚れフェティシズム、汚れフェチ(英語:messylook)とは泥、オイル、絵の具、金粉、銀粉、シェービングクリーム等の物質を用いて行うものであり、着衣または脱衣状態で、自分を覆ったり、その中に自分を浸すのが好きな人もいる。
傾向のバリエーションとしては、泥に関するもの（泥にまみれることを主題としたものと、泥沼へ徐々に沈んでいく様を主題としたもの（クイックサンド（底なし沼）））や、絵具に関するもの（絵具をかぶるなどしてまみれる様を主題とするもの（メッシーの範疇）と、身体に絵画的な方向性で着色を行うもの（ボディーペイント））などがある。
なお、このような中でもある程度まとまった支持層を獲得している分野は存在している。例として、パイ（ないしクリーム状の食物を皿に盛ったもの）を投げつけることを主体にしたパイ投げ、油をリング状の会場にぶちまけ、その上でレスリング（ないしキャットファイト）を行うヤールギュレシ、性行為用潤滑剤の使用を主体とするローション物、金粉（ないし銀）の使用を主体とする金粉ショー、及び金粉塗りで性行為をする金粉AVなどが挙げられる。もちろん、このような傾向においても素材の差異やシチュエーションにより様々な方向性が存在するため、確実に一つのジャンルとして明確に区分できるわけではない。
また、本来実生活では実現不可能でありながら、映画・テレビ（主に特撮・SFもの）などのメディアに出現する形態を標榜するものも存在する。石化、彫刻化、凍結などがそれだが、この部分をWAMの範疇に含めるかは議論を残すとする説もある。

## 行為
WAMは、汚してもよいか、汚れてもすぐに片づけられる環境や設備が必要であり、主に浴室、庭、ガレージなどで行われやすい。これらの場所以外の一般的な室内でプレイする場合は、壁や床や家具をシート類で覆って保護する必要がある。 
WAMでは、様々な素材が使用され、その素材を使用する上でのシチュエーションはバラエティに富んでいる。主に使用される素材として水、飲食物、泥、油、潤滑剤、絵具（金粉など、液状ではないものを含む）などがあげられるが、概念が非常に広範囲に適用できることから、何らかの素材を特定するのは難しい。

## 来歴
WAMは欧米にてその出版活動や言葉・用語の定義、嗜好の分類が始まった。事実、ドイツ、アメリカやイギリスには専門誌が存在し、1990年代前半頃からWAMを主題とするアダルトビデオがリリースされていた。主な雑誌に「Splosh!（英語: Splosh!）（英・G&M社）、主なアダルトビデオメーカーにWAMTEC、MessyFun、Wetlook.biz, Minxなどが上げられる。
日本では1990年代半ば頃から、イギリスやアメリカでの趨勢に影響を受けた槇村瞭、下関マグロ等の有志が日本国内でウェブサイトを軸に活動を開始し、結果としてWAMを主題としたオリジナルビデオ作品を発表するに至る。これらの動きが雑誌で紹介されたのを端緒として、社会的にその性癖が知られるようになった。また、インターネットやビデオ等の普及により、制作者間の横の繋がりが生まれ、コミュニティの醸成も進んだ他、数多くの有志がオリジナルビデオの発表を行うようになった。このような趨勢の背景には同時期より下関氏の個人的なパーティが果たした役割も少なくない。また同氏は、雑誌や書籍にてWATに関する記事を掲載する一方、自らもパイ投げビデオの制作活動も行っている。しかし、現在は当初の勢いにかげりが見られる他、早い時点で活動者間における志向や範疇の違いが露呈し、フラッグシップ的な役割を担う存在としては乏しいと思われる。
一方、一般的なアダルトビデオにおいてWAMの範疇に入ると思われる作品が続出しており、金粉やボディペイントなどのシチュエーションが高い頻度で散見されるようになった他、TOHJIROの『TOHJIROワールド M女メッシープレイ&メッシーFUCK』（2005年、ドグマ）、中野D児の『エデンの淫獣2 情熱のウェット＆メッシー』（2011年、アロマ企画）等、著名なAV監督の作品にその構図が見られる事があり、アダルトビデオへの影響度は低くないと言える。特にローションを主題としたアダルトビデオにいたっては、伊藤雅也（CUM伊藤）の『ぬるぬる』（1990年代・詳細な発表年は不明、YANOMAN）、『ぬるべっちょ!』(2005年～2007年、OPERA)等の複数のビデオメーカーから多くのシリーズラインが形成されるなど活発なリリースが現在も続いている。
尚、日本ではWAMという言葉自体の知名度がSM等に代表される他のフェチに比べて低いのも特徴である。海外との生活観の違いから構図自体がフィットしないという側面もあり、特に日本で突出して好まれる分野では適切な分野形成や呼称の統一が未だ定まっていない。